# Passiflora picturata
Passiflora picturata je biljka iz porodice Passifloraceae.

## Opće informacije
Passiflora picturata je ne previše bujna biljka penjačica s višegodišnjim podankom. Daje jednogodišnje do višegodišnje stabljike koje se penju po tlu ili penju na druge biljke, podupirući se viticama. Jestivo voće vrlo je cijenjeno u izvornom području biljke, gdje se često skuplja iz divljine.

## Rasprostranjenost
Sjeverna Južna Amerika - sjeverni Brazil, Surinam, Venezuela, Kolumbija.

## Stanište
Primarne i sekundarne prašume, kako na rubovima tako i u unutrašnjosti.

## Pojedinosti o uzgoju
Biljka niskih do srednjih nadmorskih visina u tropima. Passiflora vrste općenito najbolje rastu na zaštićenom, sunčanom mjestu ili u polusjeni. Većina vrsta nalazi se u divljini na vlažnim, ali dobro dreniranim tlima, općenito lakše teksture, i često će jače cvjetati i donositi plodove ako je plodnost tla niska. Često razvijaju duboko korijenje i mogu biti umjereno tolerantne na sušna razdoblja. Većina vrsta Passiflora preferira neutralno do blago alkalno tlo, najbolje rastu tamo gdje je pH oko 6,5 - 7,5.

## Jestivost
Voće - sirovo. Sočna pulpa je slatkog okusa. Kožica ostaje tamnozelena čak i kada je plod potpuno zreo. Plod je dug oko 5 cm, a širok 4 cm. Okrugli plod je promjera oko 35 mm.

## Ljekovitost
Lišće i korijenje nekih, ako ne i svih, članova ovog roda sadrži tvar zvanu 'pasiflorin' koja je slična morfiju i učinkovito je sredstvo za smirenje. Listovi mnogih vrsta također se smatraju anthelminticima, antihistericima i dijaforeticima. U Brazilu se koriste za suzbijanje povremenih groznica, kožnih upala i erizipela.